# Fort II Twierdzy Modlin
Fort II – jeden z fortów Twierdzy Modlin, wzniesiony w ramach budowy pierwszego pierścienia fortów w latach osiemdziesiątych XIX wieku.
Fort wzniesiono na podstawie wzorcowego fortu F1879 w latach 1883–1888. W okresie późniejszym był wielokrotnie modernizowany.
Fort znajduje się we wsi Kosewo. Jest w posiadaniu wojska i niedostępny dla zwiedzających.
Wpisany do rejestru zabytków jako: Fort II „Kosewo” Twierdzy Modlin, nr rej.: 1128 z 8 marca 2013.